# Erastria incompleta
Erastria incompleta är en fjärilsart som beskrevs av M.Gaede. Erastria incompleta ingår i släktet Erastria och familjen mätare. Inga underarter finns listade i Catalogue of Life.